# Schuller
Schuller (нем. Schüller) — производитель немецкой кухонной мебели из Херридена.
Основанная в 1966 году Отто Шуллером, компания является одним из пяти крупнейших производителей кухонь в Германии С 2003 года компанией управляет второе поколение семьи Шуллер во главе с Маркусом Шуллером, Максом Хеллером и Манфредом Нидерауэром. Ежегодно более 100 000 кухонь производятся на заводе в Херридене.

## История
Компания основана в 1966 году Отто Шулером под названием Schüller Möbelwerk KG. В 1971—1975 годах занималась изготовлением отдельных кухонных шкафов, разработка и производство первой секционной кухни; в фирме работало 75 человек.
В 1980-х количество работников увеличилось до 200, расширился ассортимент, появился первый многоярусный склад. В 1990-х компания построила новые производственные цеха и административное здание, а штат расширился до 600 человек. За следующее десятилетие компания открыла выставочные центры Schuller |s|a|c. в Херридене и house4kitchen в Ленне, а также построила второй и третий многоярусный склад. Также был введён в эксплуатацию полностью автоматизированный логистический центр. К концу десятилетия в Schuller работали 1000 человек.
В 2010—2012 годах продукция Schuller была сертифицирована PEFC. В 2003 году компания приобрела новое административное здание и расширила мощности обработки поверхностей и нанесения лаков.

## Сертификаты
Знак качества GS, который подтверждает соблюдение требований к комфорту использования, нагрузке, постоянству материалов и безопасности.
Награда «Золотая M» (нем. Goldenes M) от Немецкой ассоциации качества мебели (Deutsche Gütegemeinschaft Möbel e.V. — DGM), проверяющей устойчивость, безопасность, долговечность и отсутствие вредных для здоровья компонентов в мебели.
C сентября 2009 года компания Schuller сертифицирована по стандарту EN ISO 9001 2008.
В 2010 году кухни фабрики Schuller получили сертификат PEFC, подтверждающий, что все продукты, используемые для изготовления кухонь Schuller, содержат не менее 70 % сертифицированных по требованиям PEFC материалов из устойчиво-культивируемых лесов в соответствии с утвержденной системой лесной сертификации.